# Žíp
Žíp (in ungherese: Zsip) è un comune della Slovacchia facente parte del distretto di Rimavská Sobota, nella regione di Banská Bystrica.